# Imprimerie Bonaventure et Ducessois

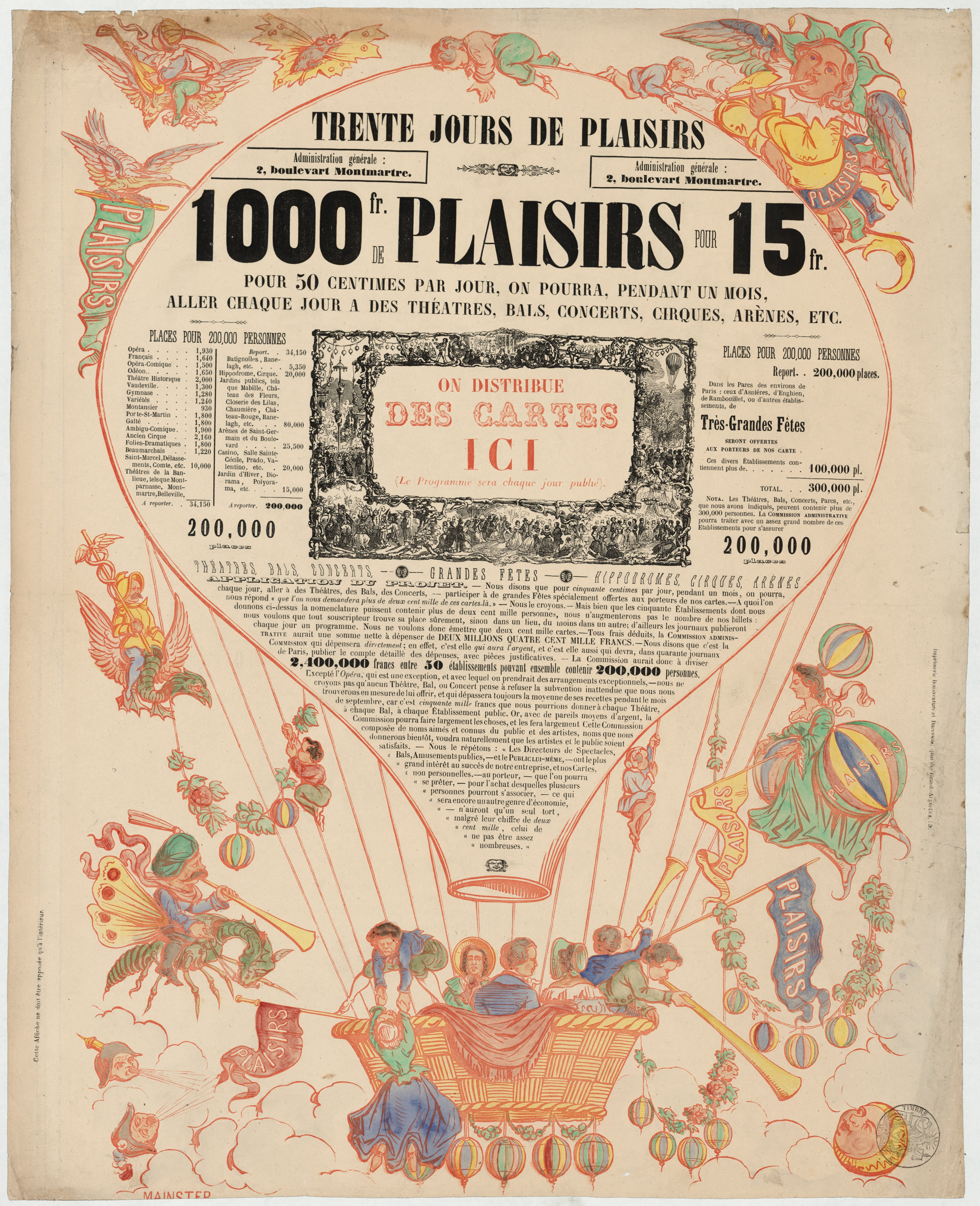
Affiche imprimée chez Bonaventure et Ducessois.

Bonaventure et Ducessois est une imprimerie-librairie active à Paris (France) au milieu du XIXe siècle.

## Histoire
L'imprimerie Bonaventure et Ducessois est une association formée par l'imprimeur Louis-Théodore Ducessois (né en 1804) et Jules-Frédéric Bonaventure (ca 1816-1891). Le 18 juin 1847, Ducessois cède son brevet d'imprimeur à son associé. 
En 1848, les ouvriers brisent le matériel, notamment les presses, causant des dégâts évalués à quelque 50 000 francs qui ne seront indemnisés par le gouvernement qu'à hauteur de 20 000 francs. 
D'avril à novembre 1948, Bonaventure imprime le pamphlet socialiste La Casquette du Père Duchêne écrit par Alfred Monbrial de Bassignac et est condamné pour ce fait à verser plusieurs amendes. D'octobre 1862 à janvier 1863, il imprime le Moniteur du commerce, publié sans autorisation. Condamné, il est emprisonné, doit payer 200 francs d'amende et son matériel d'imprimerie est saisi pour être vendu en décembre 1863. Son fils, Jules Lucien (1843-1880), lui succède vers 1867.
La maison Bonaventure et Ducessois était située à Paris au n° 55 du quai des Augustins.

## Louis-Théodore Ducessois
Louis-Théodore Ducessois est né le 11 mars 1804 à Paris de Jean-François-Théodore Ducessois et de Félicité-Antoinette Richomme (ca 1786-1882), fille de l'imprimeur parisien Charles-Nicolas Richomme. Il est breveté imprimeur le 7 août 1827 en succession de son grand-père. Le 18 juin 1847, il cède à son tour son brevet à Jules-Frédéric Bonaventure et forme avec lui l'association Bonaventure et Ducessois, toujours en activité en 1864.

## Sources
- « Bonaventure et Ducessois », sur le site de la Bibliothèque nationale de France